# 芽衣奈
芽衣奈（めいな、1989年1月2日 - ）は、日本のAV女優。趣味は音楽鑑賞。特技はエステ・演技。ファイブプロモーション所属。
スパークビジョンから出される作品では武下めいな名義を使用している。

## 略歴
- 2007年7月、『eighteen18歳限定。お姉さまに弄ばれた少女 初撮り 南芽衣奈18歳』でeighteenよりAVデビュー。
- 2007年10月、自身のブログ「ロリ巨乳 Gcup meina」をスタートしたが、2008年10月に閉鎖されている。
- デビュー初期は南 芽衣奈（みなみ めいな）での出演実績もある。

## 出演作品

### アダルトビデオ（撮りおろし作品のみ）
2007年
- eighteen18歳限定。 お姉さまに弄ばれた少女 初撮り 南芽衣奈18歳（7月5日、eighteen）
- ロリ爆乳 芽衣奈18歳（8月11日、隼エージェンシー）
- オナニスト 第十八章（9月8日、隼エージェンシー）他多数出演
- フェラコレ2007秋SP（10月13日、隼エージェンシー）他多数出演
- めいな（10月13日、無垢）
- 素★人 生ボイン 若妻FILE03 ゆいなさん21歳 91cmGcup（10月15日、NON）
- 教え子の生徒会長に中出し、しちゃいました。（11月13日、マルクス兄弟）
- 天使の手コキ3（12月1日、EDGE）
- 爆乳ロ●ータ拘束ぶっかけ（12月1日、I.B.WORKS）共演:羽野理沙
- 突然背後から手コかれちゃった僕。その3（12月13日、アロマ企画）
- 爆乳Gメン（12月13日、MOODYZ）共演:香坂杏奈、@YOU、相沢桃、ゆかり、はるか悠、辻さき

2008年
- 美人妻の超エッチなパンスト履いたまま自画撮りオナニー2（1月1日、STILL WORKS）
- 妹はC-学生 兄に生姦されました（1月1日、ワンズファクトリー）
- ザ・カメラテスト キミ凄い濡れ方だね 私いい女優になれますか?挿れてみないとね（1月11日、アテナ映像）他出演:松嶋リナ、本田ゆかり、川原梨央、浅野柚奈
- 女が妄想しながら本気でイク顔（1月17日、SODクリエイト）
- はじめましてROCKETです!ロケットおっぱい20人!女子校生◆看護婦◆女子社員 巨乳丸出し妄想3本立てスタートスペシャル（1月17日、ROCKET） 他多数出演
- みるスポ!（1月19日、みるきぃぷりん♪）
- Weekly 日替わり妻6（1月25日、クリスタル映像）他出演:三咲マリナ、園原みか、木村沙恵、霧島奈緒子、森雫、西条れいな
- 爆乳ロ●ータ痴漢バス（1月25日、TMA）他出演:浜崎りお、坂本愛海、羽野理沙
- age18 91cm Gcup 芽衣奈 イカせローション美巨乳アクメ（2月7日、ディープス）
- 失禁ガマン漬け（2月7日、ナチュラルハイ）
- E･Gカップ･ロ●ータ潮吹き10連発ファック（2月7日、V&Rプロダクツ）共演:杏野まひる
- ダブろり めいな まひる（2月18日、宇宙企画）共演:坂本愛海
- KISS MANIA キスマニア Vol.5（2月19日、BRAVO）他多数出演
- 幼妻2（3月1日、グラフィス）
- ハイスクール!巨乳組4 Fカップ5人組 こんな巨乳女子高生とシテみたい!（3月6日、V&Rプロダクツ）共演:芹沢優華、AYA、長谷川なぁみ、佐伯実里
- チャイナドレスしか見たくない!4時間 2（3月7日、TMA）他出演:ほしのみゆ、長澤リカ、宮崎あいか、野沢友花、花野真衣、綾原みづほ、陽多まり、香月藍、真島みゆき、坂本愛海、南沙也香、梨々花
- 即金中出しバイト 淫行記録 Vol.2（3月11日、KIプランニング）
- 露出番外地 女子校生調教グラフティー（3月12日、BUMPエンターテイメント）
- G-cup 女子校生（3月17日、宇宙企画）
- コスプレボイン同性愛（3月19日、アンナと花子）共演:浜崎りお
- オイルマッサージエステ セレブ姉妹レズ（3月20日、ヒビノ）
- 新米美容師 逆ナン（3月20日、Hunter）共演:清原りょう
- ロリボイン露出調教 ジュニアアイドル（3月29日、クリスタル映像）
- もみくちゃ!!!（4月7日、桃太郎映像出版）他出演:坂本愛海、川峰さくら
- MOODYZファン感謝祭 バコバコバスツアー 2008 超!極乳天国へようこそ!!（4月13日、MOODYZ）他多数共演
- 巨乳引越センター2（4月17日、V&Rプロダクツ）共演:小坂めぐる、紅城まゆ
- ヴァーチャル相互オナニー いっしょにイってね（5月1日、ワンズファクトリー）他多数出演
- デカパイでか尻ソープ嬢（5月1日、ワンズファクトリー）
- 女子高生見せつけオナニー（5月7日、映天）
- 性的浴場 貸切ソープランド3（5月8日、アキノリ）共演:福山まりな、佐伯奈々、はるか悠、柳田やよい、工藤れいか、姫野りむ、七瀬たまき
- 完全主観で行った気分になれる!シリーズ 巨乳天国 混浴露天風呂2（5月8日、ROCKET）
- 教授と生徒5（5月9日、UP'S）
- 美乳娘 VOL.3（5月14日、KIプランニング）
- みるきぃHi-スクール 芽衣奈 #161（5月19日、みるきぃぷりん♪）
- 大便もらし（5月22日、SODクリエイト）
- 巨乳少女催眠（5月23日、映天）
- 妹のボインは発育中なのにGカップ!（5月24日、クリスタル映像）
- kawaii女学園にようこそ!学校でセックchu◆デラックス!（5月25日、kawaii*）共演:森美咲、坂本愛海、園原みか
- 女子校生×おっぱい2（6月6日、映天）
- MOODYZファン感謝祭 裏バコバコバスツアー2008 本編未収録映像240分!!（6月13日、MOODYZ）共演:@YOU、飯島夏希、麻生岬、早坂めぐ、はるか悠、青山雪菜、近藤優希、岡本きら、卯月杏、杉田わか、橘ひな、鮎川まどか、上原優、平野あみ、古館びわ
- 競泳水着ローションレズ（6月13日、TMA）共演:福沢あや 他出演:蜜井とわ、七瀬ゆうり、小坂めぐる、南沙也香、綾波あすか、飯島くらら
- 性的レズ浴場 貸切レズソープランド（6月19日、アキノリ）共演:佐伯奈々、姫野りむ、柳田やよい、七瀬たまき、はるか悠、福山まりな、工藤れいか
- 会員制高級ソープ 二輪車限定 むっちりギャル専門店（6月20日、GLAY'z）共演:小坂めぐる 他出演:南沙也香、福沢あや
- 24人の乳もみインタビュー 4時間2（6月20日、TMA）他多数出演
- 中出し了解（6月21日、プレステージ）
- 性感ハンドオイル マッサージ盗撮 VOL.2（7月4日、映天）
- 麗しのGカップ極乳美女（7月13日、MOODYZ）他出演:辻さき、香坂杏奈、相沢桃、@YOU、はるか悠
- 触手アクメ3（7月13日、SODクリエイト）共演:小坂めぐる、浅岡沙希
- 手コキでベロちゅ～3（7月19日、YeLLOW）他出演:彩花ゆめ、永瀬あき、葉月奈穂、蜜井とわ、風間ゆみ、羽田夕夏、七海りん、美島遥、北島玲、真田春香、堀口奈津美
- Gカップボイン素人生ハメ（7月19日、胸キュン喫茶）
- 巨乳ロリータ二輪車ソープ（7月25日、I.B.WORKS）
- 濡れ娘（7月25日、しのだプロジェクト）他出演:大塚ひな、野中あんり、京野明日香、宮下まい、早乙女美奈子
- 女子高生お掃除フェラ（7月25日、竜宮城）
- 目隠し調教レズエステ（8月7日、ヒビノ）
- こんな女子校生がいたらスゴイ 学級崩壊ver（8月8日、OFFICE K'S）共演:Rico、七瀬かすみ、藤本さおり、亜佐倉みんと、茅ヶ崎ありす
- 女子校生の巨乳おっぱいモミしだき（8月8日、OFFICE K'S）他出演:蜜井とわ、橘ひな、畑中パイン、杉田わか、響みりあ、西木美羽
- 全裸立ち電マ連続アクメ 4時間（8月8日、TMA）他多数出演
- 極上ベロチュー（8月8日、UP'S）
- 女子高生に見つめられながらシゴかれちゃう僕（8月8日、映天）共演:七瀬かすみ 他出演:藤本さおり、亜佐倉みんと、茅ヶ崎ありす、奏しおん
- 官能小説朗読オナニ～3（8月19日、YeLLOW）他出演:七海りん、美島遥、矢口ひろな、羽田夕夏、彩花ゆめ、一戸のぞみ、凛華、小峰ミサ、稲森ケイト、葉月奈穂、北島玲
- 巨乳制服美少女学園2（8月19日、YeLLOW）共演:辻さき、羽田夕夏、星優乃
- 美乳ゴーストバスターVS巨乳宇宙人（8月 SODクリエイト）共演:小鳥遊恋
- いじめられっ娘 ふたなり女子校生（8月25日、ケー・ティー・ファクトリー）
- 濡れたJK3（8月25日、しのだプロジェクト）共演:宮下まい、加護範子、野中あんり、美瀬純、風谷音緒
- ボイーング15人（9月1日、アイデアポケット）
- 混浴羞恥温泉 巨乳だらけの露天風呂で勃起チ○ポを見せつけて辱めて犯る（9月4日、ヒビノ）
- 女子校生のWフェラチオ（9月5日、OFFICE K'S）
- むちゃぶり指令発動! ぶっこみエロ生面接 ロリ系美少女編（9月16日、マキシング）
- 女の子に見られながらオナニー出来るオナクラ体験DVD オナニー見てアゲル（9月18日、SODクリエイト）
- 未熟な制服 No1（9月24日、JACK）
- 足 全ての足マニアが納得 No3（9月25日、しのだプロジェクト）
- 清純少女性折檻 No1（9月25日、PlanetPlus）
- 本物グラビアアイドル 催眠トランスマッサージ盗撮（9月25日、竜宮城）
- パイズリフェスティバル（10月1日、アイデアポケット）
- 2回連続大量ザーメン激顔射（10月1日、V（ヴィ））他出演:伊沢千夏、姫川りな、松野ゆい、飯島くらら、高原智美、工藤れいか、森口あいか、小鳥遊恋、しいないおり
- 窒息顔騎と絞めつけ騎乗位（10月1日、ワンズファクトリー）他出演:風間ゆみ、藤本もも、蜜井とわ、乃亜、ICHIKA、@YOU、響鳴音、羽田夕夏、夏川亜咲
- ボイン大好き亀市爺さんのHなイタズラ四（10月2日、グローリークエスト）
- 女子高生のおもらしオナニー（10月3日、OFFICE K'S）
- 巨乳アイドル発禁裏映像流出（10月3日、映天）
- Freedom School Girls 巨乳女子校生達にアナルを犯された男達（10月5日、FREEDOM）共演:はるか悠、大塚咲、鈴鳴あんり
- Freedom School Girls 巨乳女子校生達に脚でイジメられた（10月5日、FREEDOM）共演:はるか悠、大塚咲、鈴鳴あんり
- Freedom School Girls 巨乳女子校生達のムッチリ桃尻男イジメ（10月5日、FREEDOM）共演:はるか悠、大塚咲、鈴鳴あんり
- 美少女の足裏 8（10月5日、FREEDOM）他出演:あすかりの、はるか悠、七海、青山亜里沙、白井ひとみ、飯島くらら、梅原あんな、新堀ゆい、門田まつり
- Gカップ Wキャスト 奇跡の美巨乳SP 真田春香ちゃん、芽衣奈ちゃん タオル一枚 男湯入ってみませんか?HARD（10月9日、SODクリエイト）共演:真田春香
- 巨乳コブ縄マ●ズリオナニー（10月10日、MediaBank）
- 妹にHなことしたヤツ撮影して投稿して下さい（10月13日、カルマ）
- 清純ロリ爆乳（10月13日、Take one）
- いもうとメイド お兄ちゃんのいいなり 芽衣奈（10月19日、BRAVO）
- 巨乳乱交中出しソープ（10月19日、クロス）共演:宮崎あい、はるか悠、香月藍
- 競泳彼女2（10月25日、しのだプロジェクト）他出演:辻さき、杉崎莉奈、早乙女美奈子、風谷音緒、矢沢るい
- マン汁垂らしてヌルまんオナニーする素人娘たち!!（10月25日、竜宮城）
- 変態女の淫語オナニー（10月25日、竜宮城）
- JKプロムナード No2（10月27日、GAIN CORPORATION）
- マジックミラー号逆ナンパ in三浦海岸（11月6日、ディープス）共演:真田春香、石川みずき、南まりん
- 幼精 No2（11月7日、K-Tribe）
- 性感巨乳レズエステ VOL.2（11月7日、映天）
- ボイン大好きしょう太くんのHなイタズラ 18（11月16日、グローリークエスト）
- 女子社員のヤレるサインを見逃すな（11月20日、SODクリエイト）
- ウブっ娘限定!巨乳娘のおっぱいナンパ（11月25日、竜宮城）
- デジタル極生Body 美白ロリ巨乳（12月15日、MediaBank）
- 近親レズ ふたなり姉妹（12月18日、ヒビノ）共演:七瀬かすみ
- 昔クラスで一番の巨乳同級生と同窓会で会った帰りに家にお邪魔したら娘も巨乳でガマンできずに親子丼（12月18日、ナチュラルハイ）
- 家庭教師が隠し撮りした現役Jrアイドルのプライベート猥褻映像（12月25日、竜宮城）
- ボインベイビィ（12月26日、GAIN CORPORATION）
- NORTHERN LIGHTS HIP（12月27日、オーロラプロジェクト）

2009年
- デカチチメガネ中出し（1月1日、グローリークエスト）
- 人間サ○ドバッグ（1月8日、SODクリエイト）
- AV15番勝負（1月8日、Hunter）
- タイムストップ催眠術（1月8日、ROCKET）他出演:小鳥遊恋、あすかみみ
- 水着試作モデル募集できた素人娘をムラムラさせてHなことしてみよう（1月8日、V&Rプロダクツ）
- 変態教授に犯された巨乳女子大生ファイル（1月9日、アップス）他出演:友野みゆき、里崎マリヤ、赤西涼、芹沢優華、佐藤友里
- 痴漢専用エレベーターへようこそ（1月22日、V&Rプロダクツ）
- 実録 児○養護施設性的虐待事件（1月25日、竜宮城）
- ロケットおっぱい20人 マイクロビキニでドキッ!巨乳だらけの水泳大会（2月5日、ROCKET） 他多数共演
- 日常生活のおっぱい接触（2月6日、OFFICE K'S）他出演:はるか悠、早崎れおん
- 1●才で禁親相姦 嫁いでも尚続く義父と娘の肉欲関係（2月10日、FAプロ）
- この世は色まみれ 情事・禁親相姦・和姦・姦通（2月10日、FAプロ）
- もしもアナタが時間を自由自在にあやつれる超能力者だったら No2（2月13日、カルマ）
- ハメスポ スポーツ少女と中出しSEX（2月19日、グローリークエスト）他出演:吉沢みなみ、美花ぬりぇ
- 歪んだ性本能 男はソレをやってみたい!眠らせた女を犯す（2月25日、FAプロ）
- ユーザー皆様の願望を検証します!シリーズ番外編SP マイクロビキニでドキッ!巨乳だらけの水泳大会の裏舞台でエッチな女優さんたちとお仕事抜きでセックスできるのか!?（3月5日、ROCKET）共演:佐伯奈々、赤西涼、稲森ケイト、小宮ゆい、桜井エミリ、堀田友紀子、井上まさみ 他
- 乳首つねり角擦りつけ高速ピストンオナニー（3月14日、ラハイナ東海）
- こだわりの手コキ 4時間SP 11 33人のハンドメイド（3月15日、隼エージェンシー）他多数出演
- 爆乳☆アマゾネス（3月15日、隼エージェンシー）他出演:MOKA、山崎まりあ、西木美羽、大塚咲、林このみ
- ふたなりレズ No21（3月15日、イマージュ）共演:坂本愛海
- 女子高生アクメ駅伝（3月19日、SODクリエイト）
- 美女エステ中出し完全盗撮 9（3月21日、ラハイナ東海）
- 中に出してと彼女は言った 2（3月27日、ビッグモーカル）他出演:星アンジェ、篠原リョウ、小宮ゆい
- どスケベおっぱい倶楽部　No2（3月28日、ラハイナ東海）
- 大量の一発顔射　ザーメンメリーゴーランド（4月4日、アキノリ）他多数出演
- 媚薬漬けボイン×3（4月13日、MOODYZ）共演:大塚咲、辻さき
- ちゅぱれず No5（4月13日、アイリング）
- 乳もみ、乳舐めながらされたい手コキ（4月13日、アイリング）
- フェラコレ2009春SP　30人のフェラジェンヌ（4月15日、隼エージェンシー）他29名出演
- ロリレイプ4（4月19日、ミスター・インパクト）他出演:くるみ、速水百花、今井なつみ、真心実
- 超集団OL30人!強制セクハラ乱交オフィス（4月19日、CROSS）共演者多数
- キャバ嬢Platinum After （4月24日、ビッグモーカル）他出演:星アンジェ、ひなのりく、沢木樹里
- 爆乳はいすく～る No1（5月1日、映天）
- 日本国民全裸の日3（5月7日、アキノリ）共演:柳田やよい、内藤斐奈、亜佐倉みんと、高橋りこ、神野楓、詩音 ほか
- 新ヒロイン凌辱シリーズ 忍人ジーンナイン（5月7日、ヒビノ）共演:宝生優果
- たにまこき　パイズリしてくる美巨乳痴女（5月11日、アイリング）
- もしも…こ～んな 巨乳だらけの混浴露天風呂があったら?（5月13日、カルマ）他多数共演
- レイプ中出し 巨乳編 2（5月15日、隼エージェンシー）他出演:モカ、辻さき、七瀬ゆうり、南まりん、ナナ
- 制服美人お姉さん26人の、濃厚スペルマごっくん手コキ240分!（5月19日、ROOKIE）他25名出演
- 火曜日は全裸登校日3（6月4日、アキノリ）共演:宝生優果、風谷音緒、RUMIKA、冬野みずき 他
- ユーザー皆様の企画を実現します！ ユーザーリクエスト祭り作品No,4 ユーザー様みんなでよってたかって辱めSPECIAL ROCKET出演人気女優と朝まで王様ゲーム（6月4日、ROCKET）共演:桃咲まなみ、真心実、成瀬心美、早乙女美奈子 他
- おっぱい!大好き!（6月15日、隼エージェンシー）共演:女池さゆり、雪乃、宝生優果、神田ゆりあ
- 転校したら男は僕一人ぼっちだった No7（7月9日、アキノリ）共演:西村アキホ、浅岡沙希、村瀬優花、山戸優、はるか悠、江藤秋奈、羽村智奈
- フェラコレ2009夏SP 30人のフェラジェンヌ（7月15日、隼エージェンシー）他29名出演
- ソルトシャワー 美熟女のおしっこみせて!（11月19日、ゲロニア）他多数出演

2010年
- KARMA設立5周年プレミアム感謝祭! 巨乳!巨乳!巨乳!ボインボインバスツアー（1月13日、カルマ）他多数共演
- 風船フェチ～マクガフィンの世界～（12月23日、ソフトオンデマンド　稀有）風船フェティッシュ作品

2011年
- 突撃!!女子のお宅に、おじゃまします。 issue.05 三浦まい(19)（1月1日、プレステージ）レズの相手として出演

### オリジナルビデオ
- 巨乳痴漢（秘）劇場 淫らな柔乳いじり（2008年8月8日、竹書房）共演:桐島ひかり、はるか悠
- あ・げ・るNo7（2008年10月29日、スパークビジョン）武下めいな名義
- T－backアイドル vol.03（2010年1月26日、スパークビジョン）武下めいな名義　他出演:水井真希、藤城もなみ、藤木れもん、大槻かづね
- T-backアイドル vol.06 くいこみ（2010年3月26日、スパークビジョン）武下めいな名義　他出演:七園友美、広末もも、まりも、武川ちひろ
- 保健室の先生と女学生　いくつかの恋（2011年10月、レジェンド・ピクチャーズ）共演：柳田やよい

### Webサイト
- ガールズブルー 原田 麻理（gg100）
- パラダイステレビPPV 身長145cm Gカップ○学生!芽衣奈の爆乳せっくす（ppv1000）